# Moreno De Pauw
Moreno De Pauw (né le 12 août 1991 à Saint-Nicolas (Flandre-Orientale)) est un coureur cycliste belge. Spécialiste des épreuves d'endurance sur piste, il a notamment remporté la médaille de bronze de la course à l'américaine aux mondiaux 2017.

## Biographie

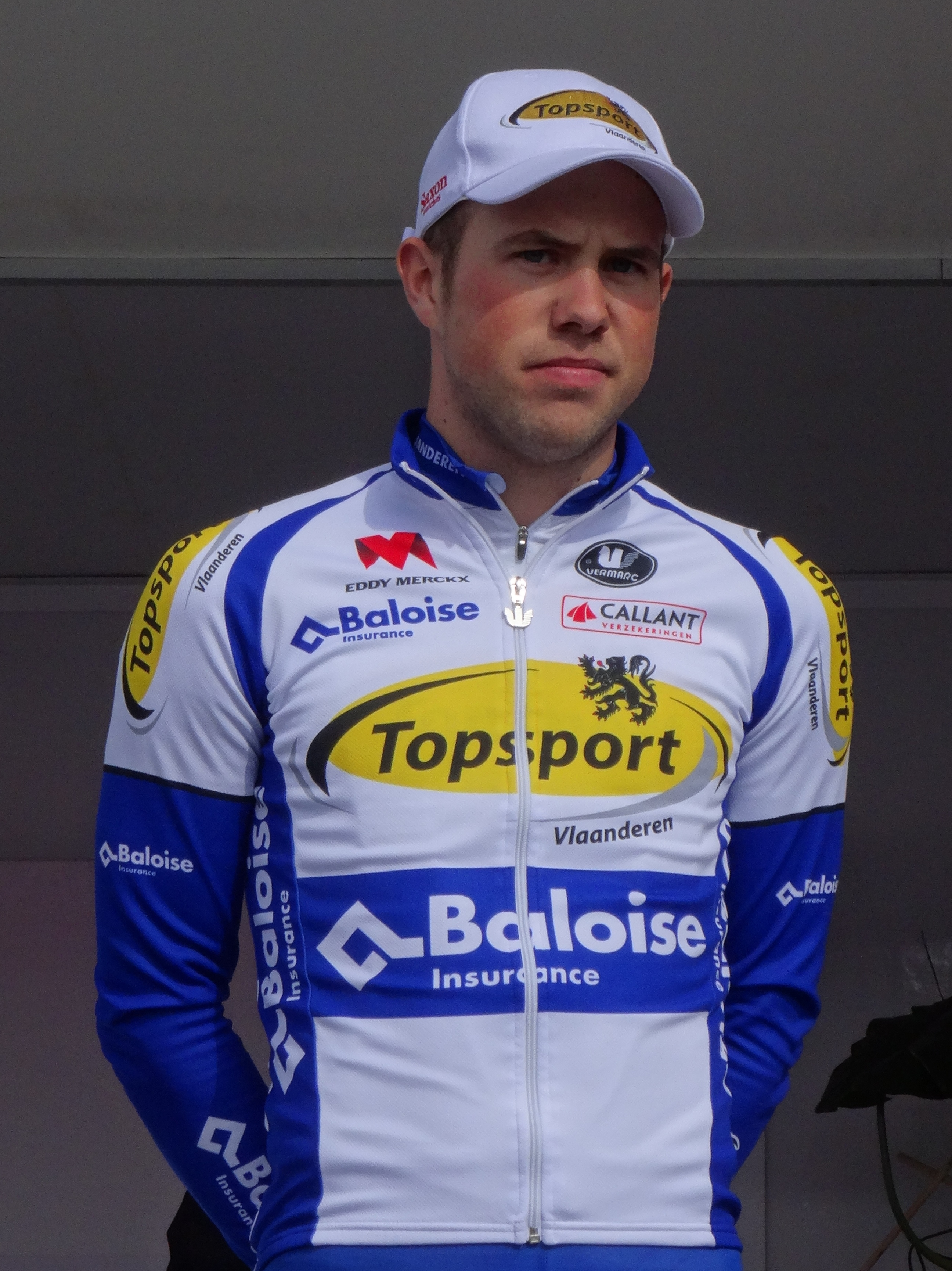
Moreno De Pauw lors du Grand Prix de Denain 2014.

En catégorie juniors, Moreno De Pauw est médaillé d'argent de l'omnium aux championnats du monde juniors de 2008. En catégorie moins de 23 ans, il est médaillé de bronze du championnat d'Europe de l'omnium en 2011 et de la poursuite par équipes en 2012.
Il dispute ses premiers championnats du monde élites en 2012 à Melbourne. Il s'y classe 19e du scratch. En 2012 également, Moreno De Pauw fait partie des coureurs sélectionnés en équipe de Belgique pour la poursuite par équipes des Jeux olympiques de Londres. Sélectionné en « réserve », il ne dispute pas le tournoi.
Durant l'hiver 2012-2013, il obtient trois titres de champion de Belgique : l'omnium, le scratch, et l'américaine avec Nicky Cocquyt. En février 2013, il est huitième du scratch aux championnats du monde sur piste à Minsk. Au printemps, il remporte une étape de l'An Post Rás, course sur route irlandaise. En juillet, aux championnats d'Europe sur piste des moins de 23 ans, il est quatrième du scratch. En octobre, il prend la sixième place du championnat d'Europe de poursuite par équipes, avec Jasper De Buyst, Kenny De Ketele et Gijs Van Hoecke.
Il est recruté pour 2014 par l'équipe continentale professionnelle Topsport Vlaanderen-Baloise. Associé à Otto Vergaerde il termine second des Trois jours de Grenoble derrière les Français Thomas Boudat et Vivien Brisse au mois d'octobre.
Au cours de l'année 2015 il devient champion de Belgique de l'omnium et gagne les Six jours de Londres avec son coéquipier Kenny De Ketele. Il se classe aussi cinquième des Six jours de Gand après avoir battu le record de la piste associé au coureur français Morgan Kneisky. En fin d'année il glane la bagatelle de quatre titres de champion de Belgique sur piste.
En 2016, il gagne trois courses de Six jours (Amsterdam, Berlin et Londres) et ajoute deux nouveaux titres de champion de Belgique (américaine et omnium). Il décroche également la médaille de bronze aux championnats d'Europe de course à l'américaine à Saint-Quentin-en-Yvelines, sa première au niveau international. En 2017, il remporte la médaille de bronze de la course à l'américaine aux Championnats du monde. L'année suivante, il gagne les Six Jours de Rotterdam.
En 2019, pour sa dernière saison, il remporte les Six Jours de Copenhague, toujours avec Kenny De Ketele. Avec Fabio Van den Bossche, il se classe quatrième de l'américaine aux Jeux européens. À 28 ans, il met un terme à sa carrière à l'issue des Six Jours de Gand,.

## Palmarès sur piste

### Championnats du monde
- Melbourne 2012
  - 19e du scratch
- Minsk 2013
  - 8e du scratch
- Cali 2014
  - 9e de la poursuite par équipes
  - 12e du scratch
- Saint-Quentin-en-Yvelines 2015
  - 9e de la poursuite par équipes
  - 12e de la course aux points
- Londres 2016
  - 7e de l'américaine
  - 11e du scratch
- Hong Kong 2017
  -  Médaillé de bronze de l'américaine
  - 8e de la poursuite par équipes[10]
- Apeldoorn 2018
  - 8e de l'américaine[11]
  - 12e de la poursuite par équipes[12]
- Pruszków 2019
  - 11e du scratch

### Championnats du monde juniors
- Le Cap 2008
  -  Médaillé d'argent de l'omnium juniors

### Coupe du monde
- 2016-2017
  - 2e de la poursuite par équipes à Apeldoorn
  - 3e du scratch à Apeldoorn
  - 3e de l'américaine à Glasgow
- 2017-2018
  - 2e de l'américaine à Pruszków

### Championnats d'Europe
| Édition / Épreuve              | Poursuite par équipes | Américaine | Omnium |
| Anadia 2011 (espoirs)          |                       |            | Bronze |
| Anadia 2012 (espoirs)          | Bronze                |            |        |
| Saint-Quentin-en-Yvelines 2016 |                       | Bronze     |        |

### Jeux européens
| Édition / Épreuve | Américaine |
| Minsk 2019        | 4e         |

### Six jours
- 2015 : Londres (avec Kenny De Ketele)
- 2016 : Amsterdam, Berlin et Londres (avec Kenny De Ketele)
- 2017 : Palma et Gand (avec Kenny De Ketele)
- 2018 : Rotterdam (avec Kenny De Ketele)
- 2019 : Copenhague (avec Kenny De Ketele)
- 2020 : Berlin (avec Wim Stroetinga)

### Championnats nationaux
- Champion de Belgique de vitesse cadets en 2006
- Champion de Belgique du 500 mètres cadets en 2007
- Champion de Belgique de poursuite cadets en 2007
- Champion de Belgique de l'américaine cadets en 2007 (avec Gijs Van Hoecke)

- Champion de Belgique de poursuite juniors en 2008
- Champion de Belgique du kilomètre juniors en 2008
- Champion de Belgique de l'omnium juniors en 2008

- Champion de Belgique de l'américaine en 2012, 2016 (avec Nicky Cocquyt), 2017 (avec Kenny De Ketele), 2018 (avec Robbe Ghys) et 2019 (avec Lindsay De Vylder)
- Champion de Belgique du kilomètre en 2013, 2014 et 2015
- Champion de Belgique de scratch en 2013, 2015 et 2017
- Champion de Belgique de l'omnium en 2013, 2015, 2016 et 2017
- Champion de Belgique de course aux points en 2014
- Champion de Belgique de l'élimination en 2015

## Palmarès sur route
- 2008
  - 2e du Grand Prix Bati-Metallo
- 2013
  - Kampioenschap van het Waasland
  - 5e étape de l'An Post Rás